# Désandans
Désandans est une commune française située dans le département du Doubs, la région culturelle et historique de Franche-Comté et la région administrative Bourgogne-Franche-Comté, situé à 12 kilomètres de Montbéliard et à 30 kilomètres de Belfort.
Les habitants de Désandans sont appelés les Désandanais.

## Géographie

### Communes limitrophes
Les communes limitrophes sont  Aibre, Arcey, Chavanne, Le Vernoy, Semondans, Villers-sur-Saulnot et Échenans.

### Climat
Pour des articles plus généraux, voir Climat de la Bourgogne-Franche-Comté et Climat du Doubs.
En 2010, le climat de la commune est de type climat de montagne, selon une étude du Centre national de la recherche scientifique s'appuyant sur une série de données couvrant la période 1971-2000. En 2020, Météo-France publie une typologie des climats de la France métropolitaine dans laquelle la commune est exposée à un climat semi-continental et est dans une zone de transition entre les régions climatiques « Lorraine, plateau de Langres, Morvan » et « Jura ». 
Pour la période 1971-2000, la température annuelle moyenne est de 9,6 °C, avec une amplitude thermique annuelle de 17,4 °C. Le cumul annuel moyen de précipitations est de 1 236 mm, avec 13,5 jours de précipitations en janvier et 10,6 jours en juillet. Pour la période 1991-2020, la température moyenne annuelle observée sur la station météorologique de Météo-France la plus proche, « Medière », sur la commune de Médière à 10 km à vol d'oiseau, est de 11,5 °C et le cumul annuel moyen de précipitations est de 1 105,2 mm. 
La température maximale relevée sur cette station est de 40,2 °C, atteinte le 24 juillet 2019 ; la température minimale est de −17 °C, atteinte le 5 février 2012,,. 
Les paramètres climatiques de la commune ont été estimés pour le milieu du siècle (2041-2070) selon différents scénarios d'émission de gaz à effet de serre à partir des nouvelles projections climatiques de référence DRIAS-2020. Ils sont consultables sur un site dédié publié par Météo-France en novembre 2022.

## Urbanisme

### Typologie
Au 1er janvier 2024, Désandans est catégorisée bourg rural, selon la nouvelle grille communale de densité à 7 niveaux définie par l'Insee en 2022.
Elle appartient à l'unité urbaine d'Arcey, une agglomération intra-départementale dont elle est une commune de la banlieue,. Par ailleurs la commune fait partie de l'aire d'attraction de Montbéliard, dont elle est une commune de la couronne,. Cette aire, qui regroupe 137 communes, est catégorisée dans les aires de 50 000 à moins de 200 000 habitants,.

### Occupation des sols

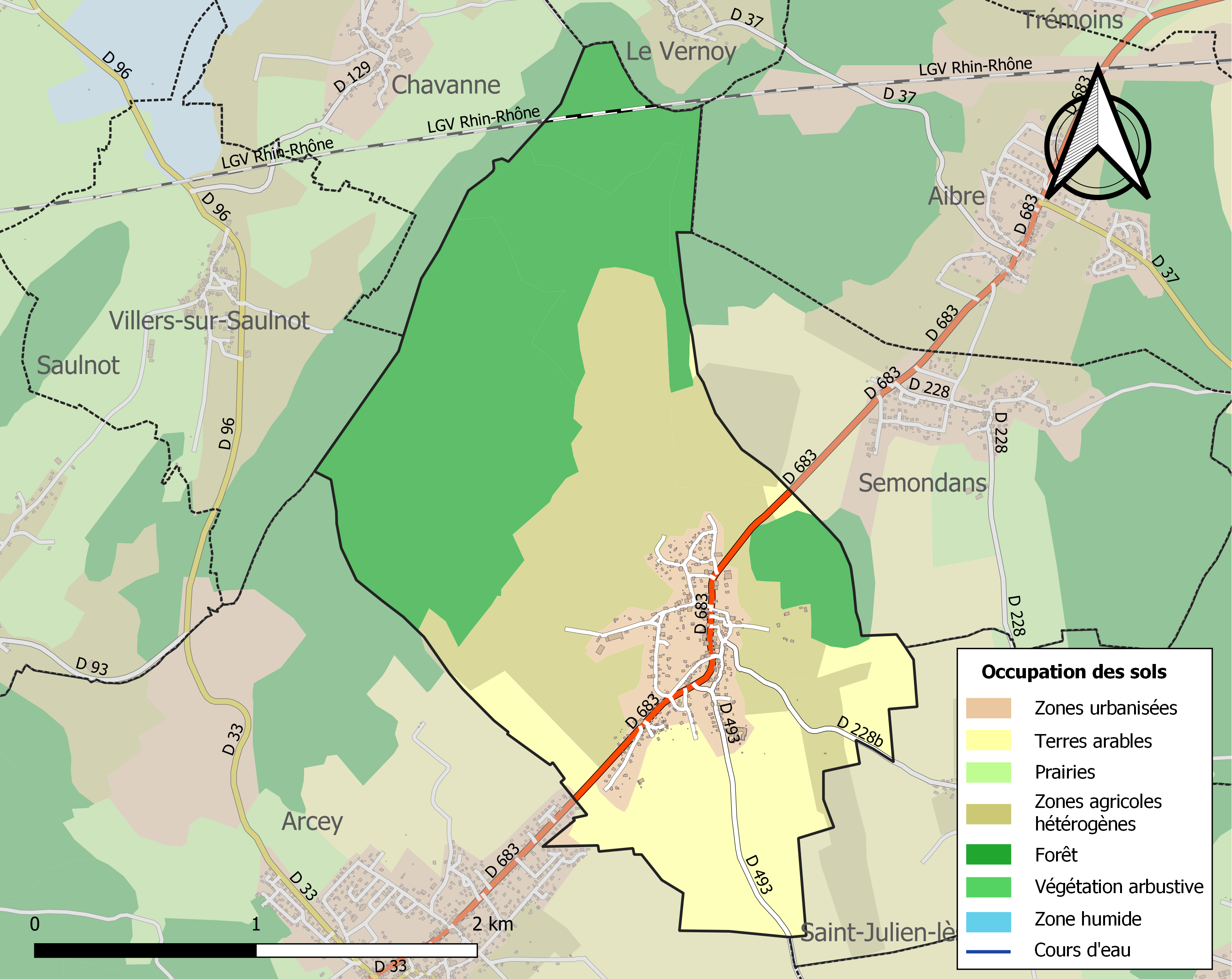
Carte des infrastructures et de l'occupation des sols de la commune en 2018 (CLC).

L'occupation des sols de la commune, telle qu'elle ressort de la base de données européenne d’occupation biophysique des sols Corine Land Cover (CLC), est marquée par l'importance des territoires agricoles (48 % en 2018), une proportion identique à celle de 1990 (48 %). La répartition détaillée en 2018 est la suivante : 
forêts (43 %), zones agricoles hétérogènes (29,5 %), terres arables (18,5 %), zones urbanisées (9 %). L'évolution de l’occupation des sols de la commune et de ses infrastructures peut être observée sur les différentes représentations cartographiques du territoire : la carte de Cassini (XVIIIe siècle), la carte d'état-major (1820-1866) et les cartes ou photos aériennes de l'IGN pour la période actuelle (1950 à aujourd'hui).

## Toponymie
Desandans en 1187 ; Diesendens en 1196 ; Esendens en 1275 ; Sandans, Dasendans au XVe siècle ; Désendans depuis le XVIIIe siècle.

## Histoire
Le village est mentionné dans 2 bulles pontificales, l'une du pape Grégoire VIII du 31 octobre 1187, et la seconde du pape Célestin III du 9 juin 1196, sous le nom de Diesandens. Les possessions de l'abbaye de Lieu-Croissant, ainsi que celle de l'église collégiale Saint-Mainboeuf y sont confirmés. Le village relève du comté de Montbéliard, avec deux fiefs laïcs ruraux.
En 1431, les paysans sont affranchis par la comtesse Henriette, puis au XVIe siècle par le comte Frédéric, qui récupère une partie des fiefs.
Le village passe à la Réforme en 1541, avec l'arrivée du premier pasteur et la mise en place d'une école primaire paroissiale pour les garçons et les filles en 1580. La localité subit les destructions conduites par les Guise, la guerre de Trente Ans, ainsi que la peste et la famine qui suivent.
En 1793, la commune est rattachée à la France, et elle est promue chef-lieu de canton jusqu'en 1801. Les localités d'Allondans, d'Aibre de Lougres, de Présentevillers, de Raynans, de Saint-Julien, de Sainte-Marie, de Sainte-Suzanne, de Semondans, d'Echenans, de le Vernois et d'Issans sont alors placés sous son autorité. Le canton de Désandans, supprimé en 1802, est alors rattaché à celui de Montbéliard.
En 2012, l'école de Désandans ferme ses portes pour être transformée en appartements. L'école la plus proche est celle d'Arcey.

## Lieux et monuments

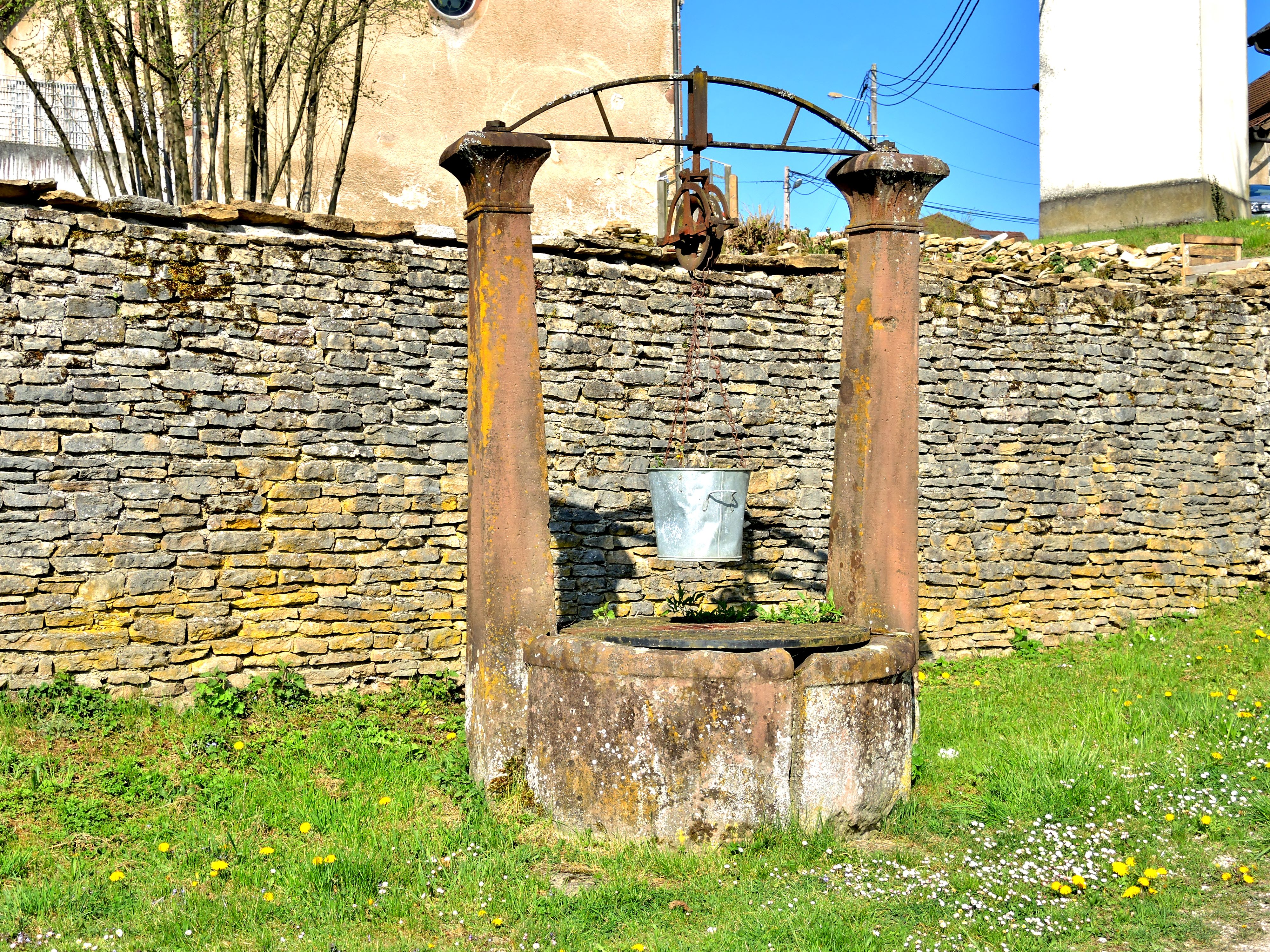
Puits ancien

## Politique et administration

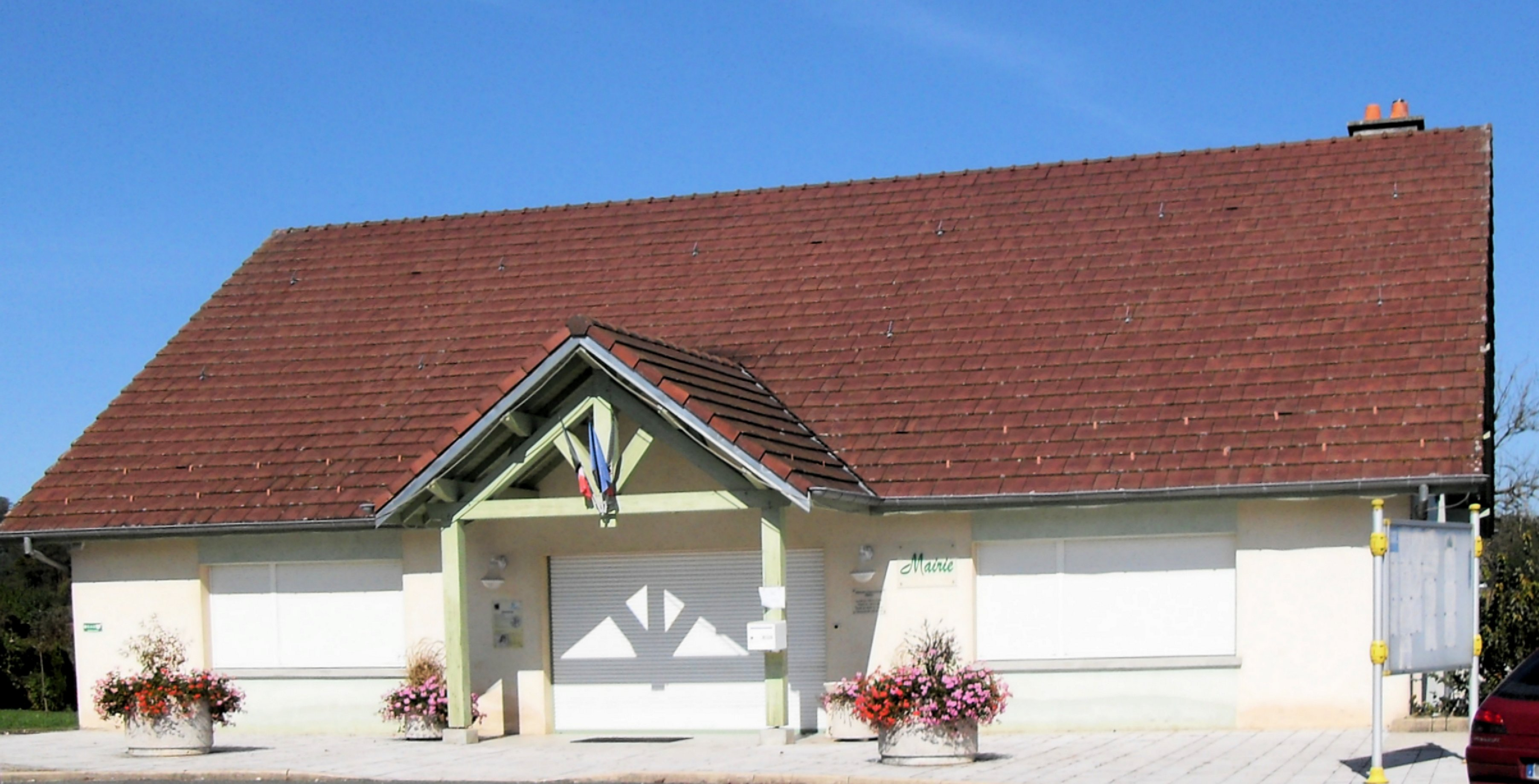
La mairie

| Période                                  | Période  | Identité        | Étiquette | Qualité     |
| ---------------------------------------- | -------- | --------------- | --------- | ----------- |
| 2008                                     | En cours | André Parrot    | UMP-LR    | Agriculteur |
| 2001                                     | 2008     | Serge Sarrand   |           |             |
| 1977                                     | 2001     | Michel Heitmann |           |             |
| Les données manquantes sont à compléter. |          |                 |           |             |

## Démographie
L'évolution du nombre d'habitants est connue à travers les recensements de la population effectués dans la commune depuis 1793. Pour les communes de moins de 10 000 habitants, une enquête de recensement portant sur toute la population est réalisée tous les cinq ans, les populations de référence des années intermédiaires étant quant à elles estimées par interpolation ou extrapolation. Pour la commune, le premier recensement exhaustif entrant dans le cadre du nouveau dispositif a été réalisé en 2005.

En 2022, la commune comptait 717 habitants, en évolution de −3,11 % par rapport à 2016 (Doubs : +1,88 %, France hors Mayotte : +2,11 %).
| 1793 | 1800 | 1806 | 1821 | 1831 | 1836 | 1841 | 1846 | 1851 |
| ---- | ---- | ---- | ---- | ---- | ---- | ---- | ---- | ---- |
| 270  | 316  | 303  | 390  | 484  | 489  | 488  | 480  | 460  |

| 1856 | 1861 | 1866 | 1872 | 1876 | 1881 | 1886 | 1891 | 1896 |
| ---- | ---- | ---- | ---- | ---- | ---- | ---- | ---- | ---- |
| 443  | 454  | 416  | 385  | 396  | 407  | 386  | 368  | 342  |

| 1901 | 1906 | 1911 | 1921 | 1926 | 1931 | 1936 | 1946 | 1954 |
| ---- | ---- | ---- | ---- | ---- | ---- | ---- | ---- | ---- |
| 309  | 300  | 282  | 232  | 230  | 249  | 220  | 242  | 268  |

| 1962 | 1968 | 1975 | 1982 | 1990 | 1999 | 2005 | 2006 | 2010 |
| ---- | ---- | ---- | ---- | ---- | ---- | ---- | ---- | ---- |
| 307  | 344  | 384  | 390  | 521  | 586  | 705  | 710  | 714  |

| 2015 | 2020 | 2022 | - | - | - | - | - | - |
| ---- | ---- | ---- | - | - | - | - | - | - |
| 720  | 723  | 717  | - | - | - | - | - | - |

## Personnalités liées à la commune
- André Parrot : archéologue.